# Pierre-Célestin Latour-Dumoulin
Pierre Célestin Latour-Dumoulin est un homme politique français né le 18 février 1822 à Bordeaux (Gironde) et mort le 23 février 1888 au château de Beauvoir, commune d'Olivet.

## Biographie
Il est le fils de Pierre Latour Dumoulin, créateur de l'industrie du louage à vapeur et de Marie-Jenny Connil. Il est le neveu d’Évariste Dumoulin, rédacteur du Constitutionnel. Il est l'arrière-grand-père du général Pierre Boyer de Latour du Moulin.
D'abord avocat, il se tourne rapidement vers le journalisme. Conservateur, il soutient la droite en 1849 et se rallie au prince-président. Il est nommé directeur de l'imprimerie, de la librairie et de la Presse le 6 avril 1851, se montrant un serviteur zélé du pouvoir, notamment lors du coup d’État du 2 décembre 1851. Il est député du Doubs de 1853 à 1870, période pendant laquelle il suit l'adoption de la Loi du 17 juillet 1856 sur les sociétés.
Siégeant d'abord dans la majorité dynastique, il s'en éloigne à partir de 1865. En 1869, il est réélu bien qu'ayant un candidat officiel en face de lui. Il siège alors au Tiers-parti. Il est conseiller général du canton de Morlan en 1870.

## Sources
- « Pierre-Célestin Latour-Dumoulin », dans Adolphe Robert et Gaston Cougny, Dictionnaire des parlementaires français, Edgar Bourloton, 1889-1891 [détail de l’édition]